# Palazzo Stroganov
Il palazzo Stroganov (in russo Строгановский дворец?, Stroganovskij dvorec) è un edificio di San Pietroburgo costruito su progetto di Francesco Bartolomeo Rastrelli per gli Stroganov. Sorge all'angolo fra la Prospettiva Nevskij e la Moika e dal 1988 ospita una filiale del Museo russo.

## Altre immagini

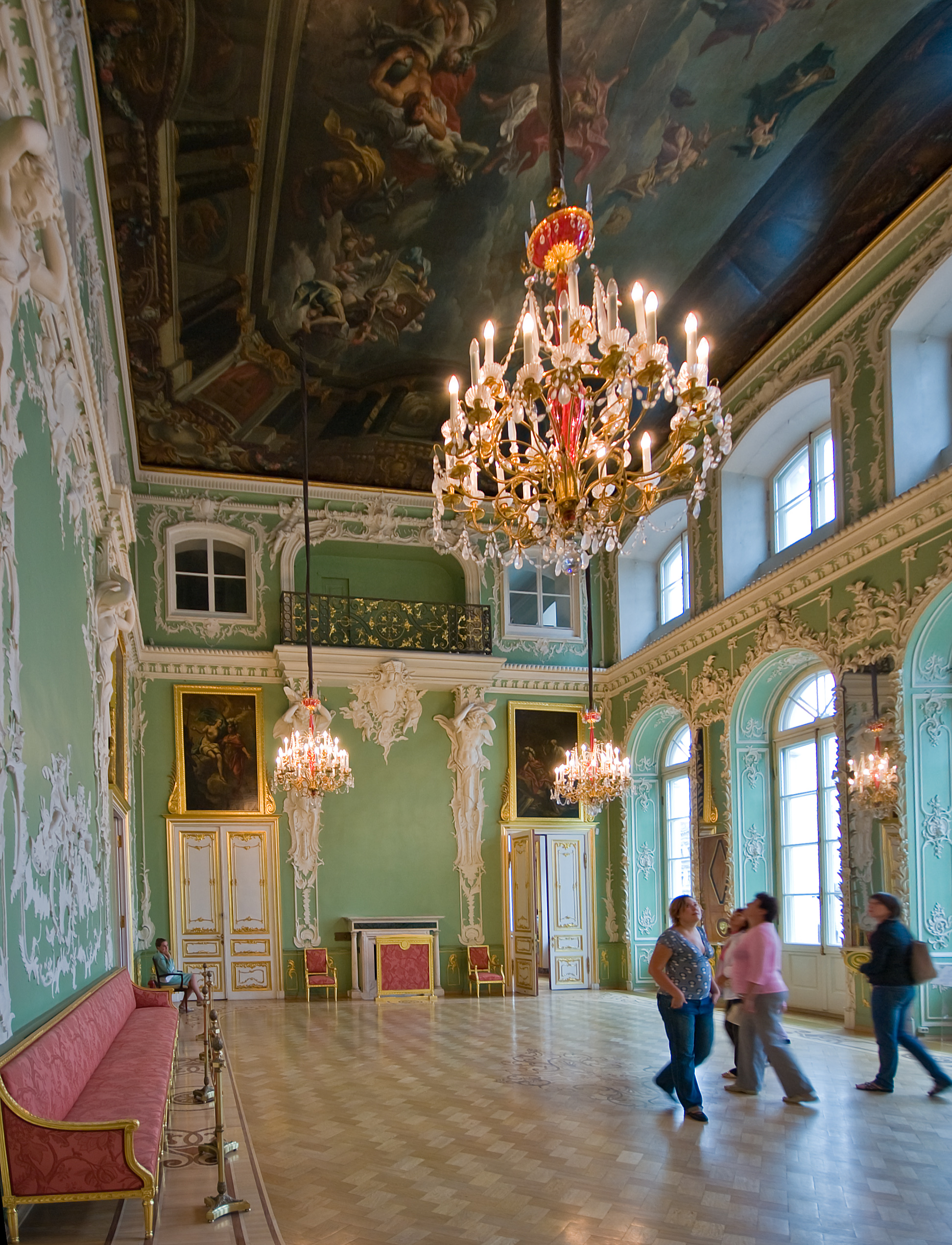
Sala grande.
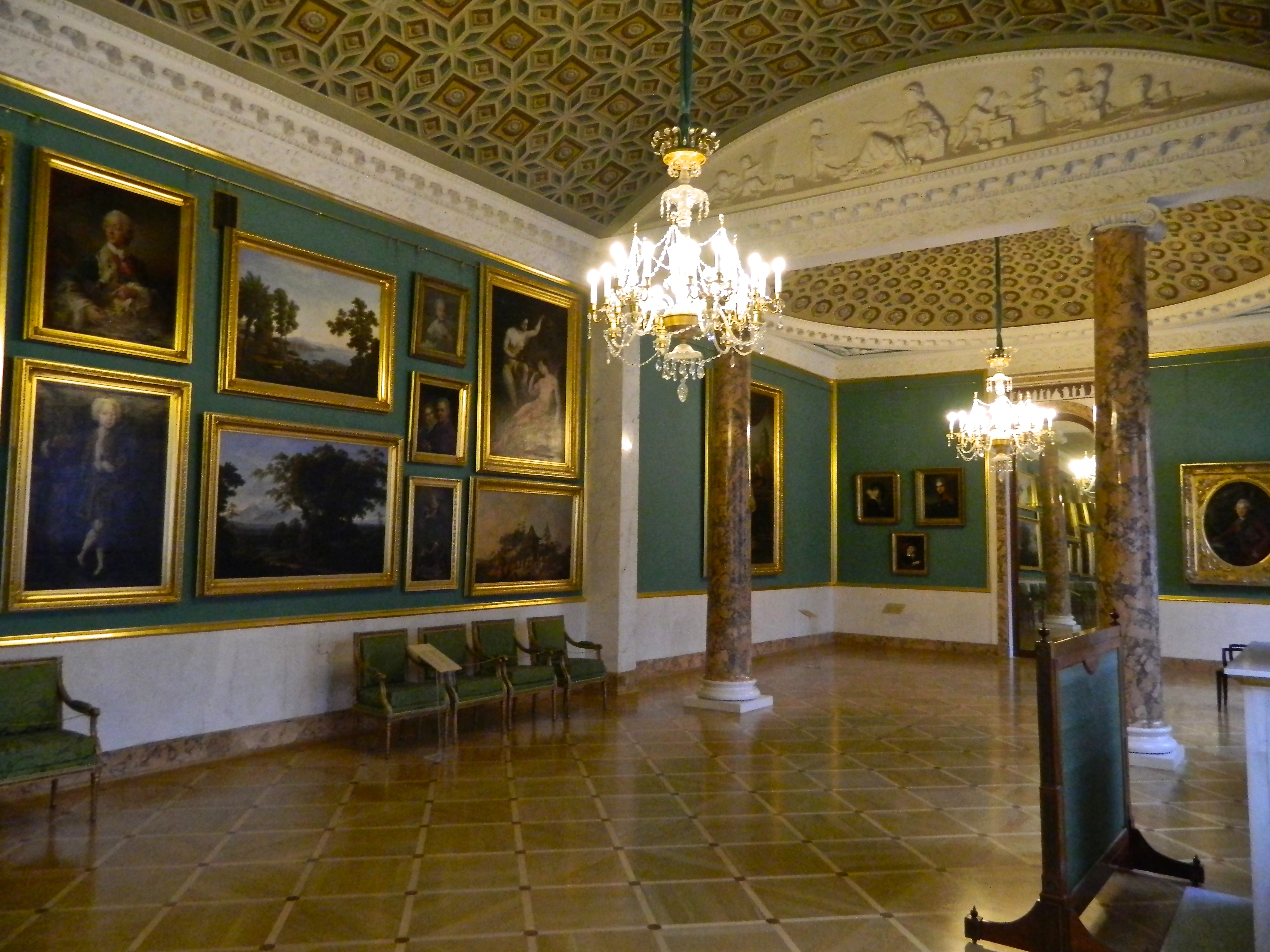
Parte del museo.
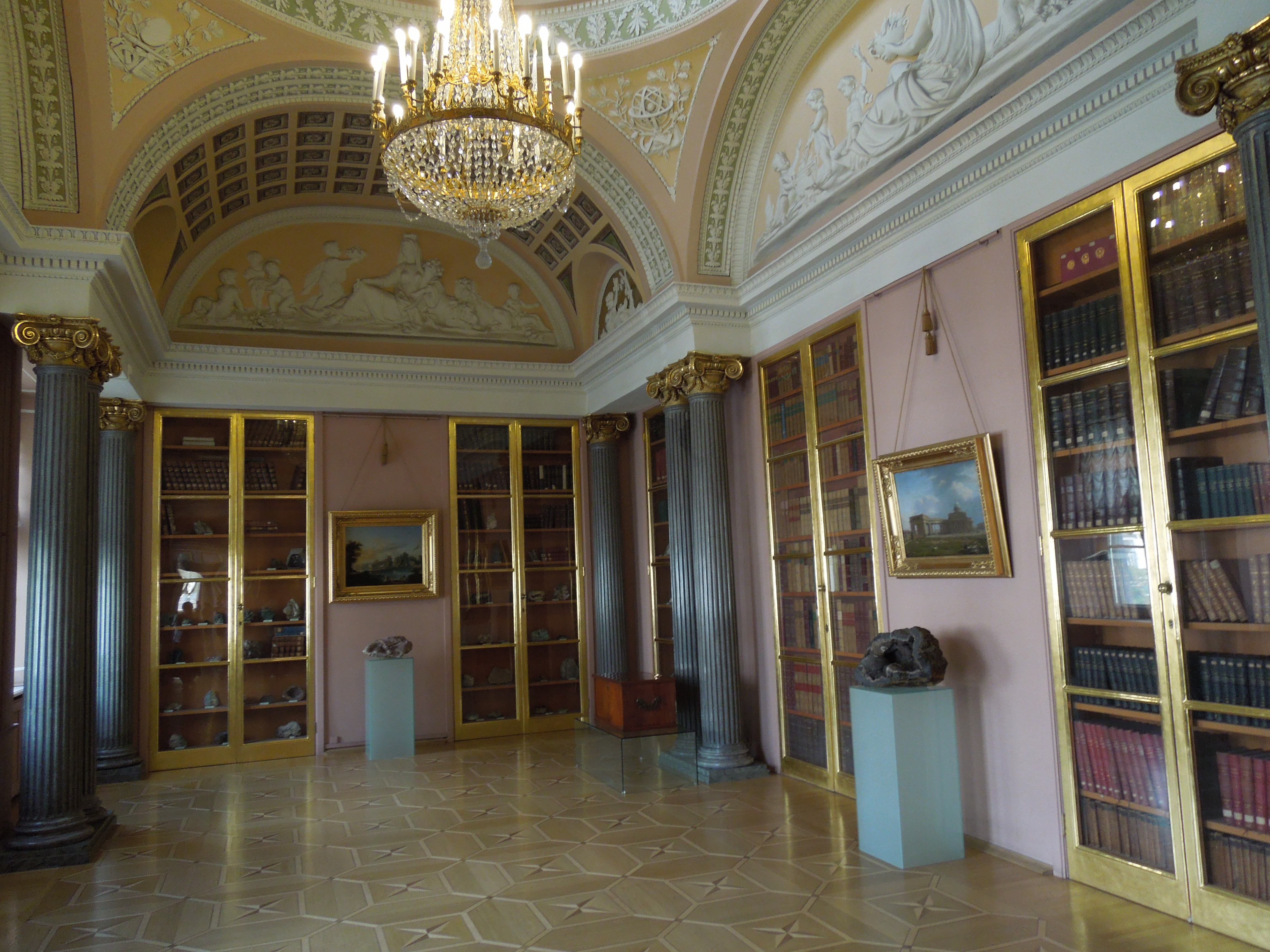
Libreria.